# Camillo Boccaccino

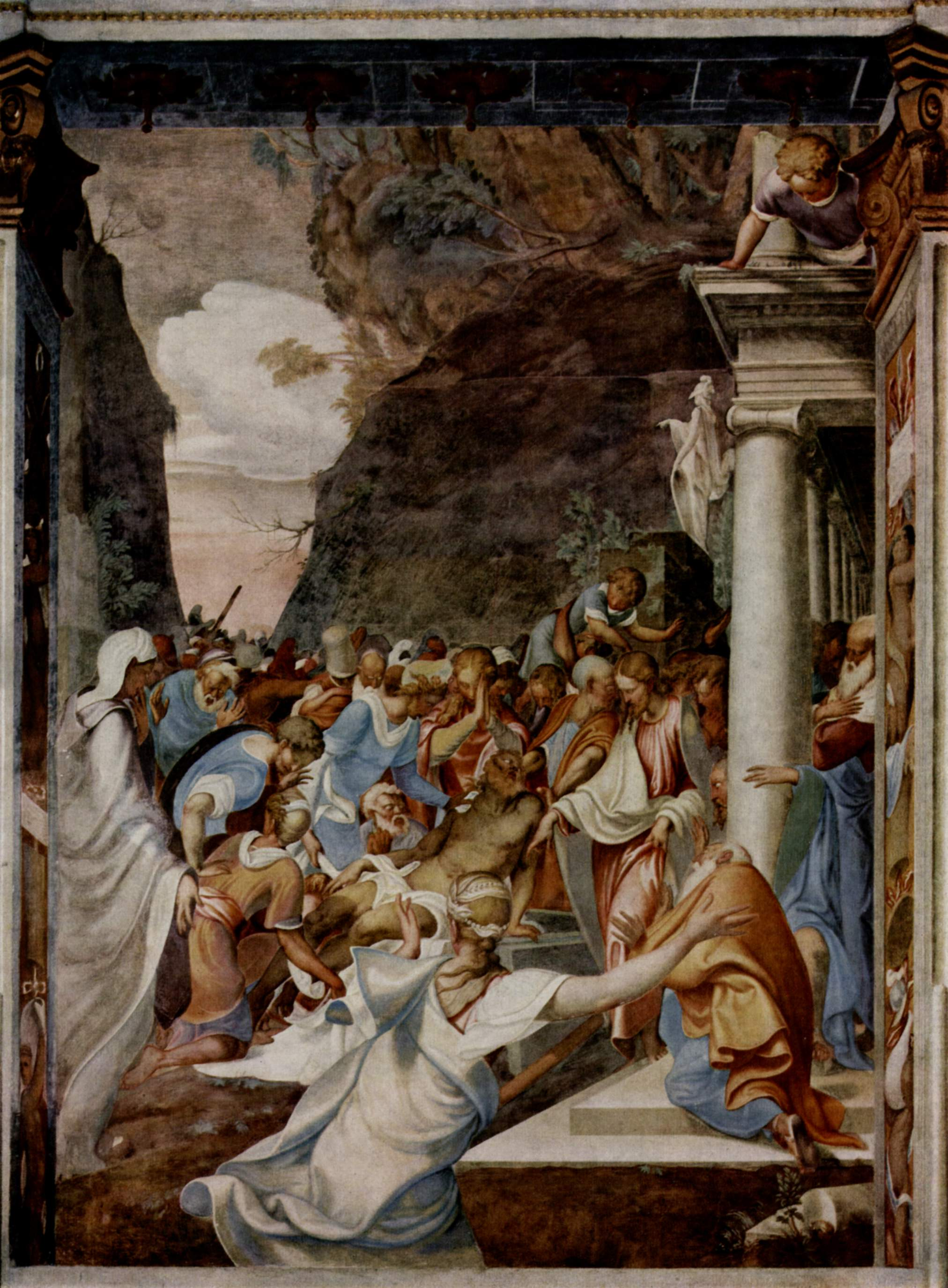
Resurrección de Lázaro, San Segismondo, Cremona.

Camillo Boccaccino (Cremona, c. 1504 - 1546) fue un pintor italiano del Renacimiento, que desarrolló su actividad en Cremona y Lombardía.

## Biografía
Era hijo y discípulo de Boccaccio Boccaccino. Es citado en las historias de Giovanni Paolo Lomazzo y Giorgio Vasari. Fue un artista muy dotado, que supo adaptarse a las nuevas corrientes manieristas, y crear a partir de ellas un estilo personal. Parece que estuvo en Parma en 1522-24, donde tuvo contacto con la obra de Correggio. También sufrió la influencia de artistas como el Parmigianino, Pordenone y posteriormente, Giulio Romano.
En 1525 viajó a Venecia, absorbiendo las innovaciones de Tiziano. Parece que continuó su periplo artístico, que le sirvió para conocer a Garofalo y al bresciano Romanino. Con semejante bagaje consiguió un arte muy sofisticado, con mezcla de las diversas influencias recibidas, cercano al manierismo.
Se le atribuyen los Cuatro Evangelistas (1537) de las pechinas de la cúpula de San Sigismondo de Cremona. En este recinto, Boccaccino realiza uno de los primeros grandes ciclos manieristas del norte de Italia, combinando las influencias de Correggio y Parmigianino con la fuerza recién conocida de Giulio Romano.

## Obras destacadas

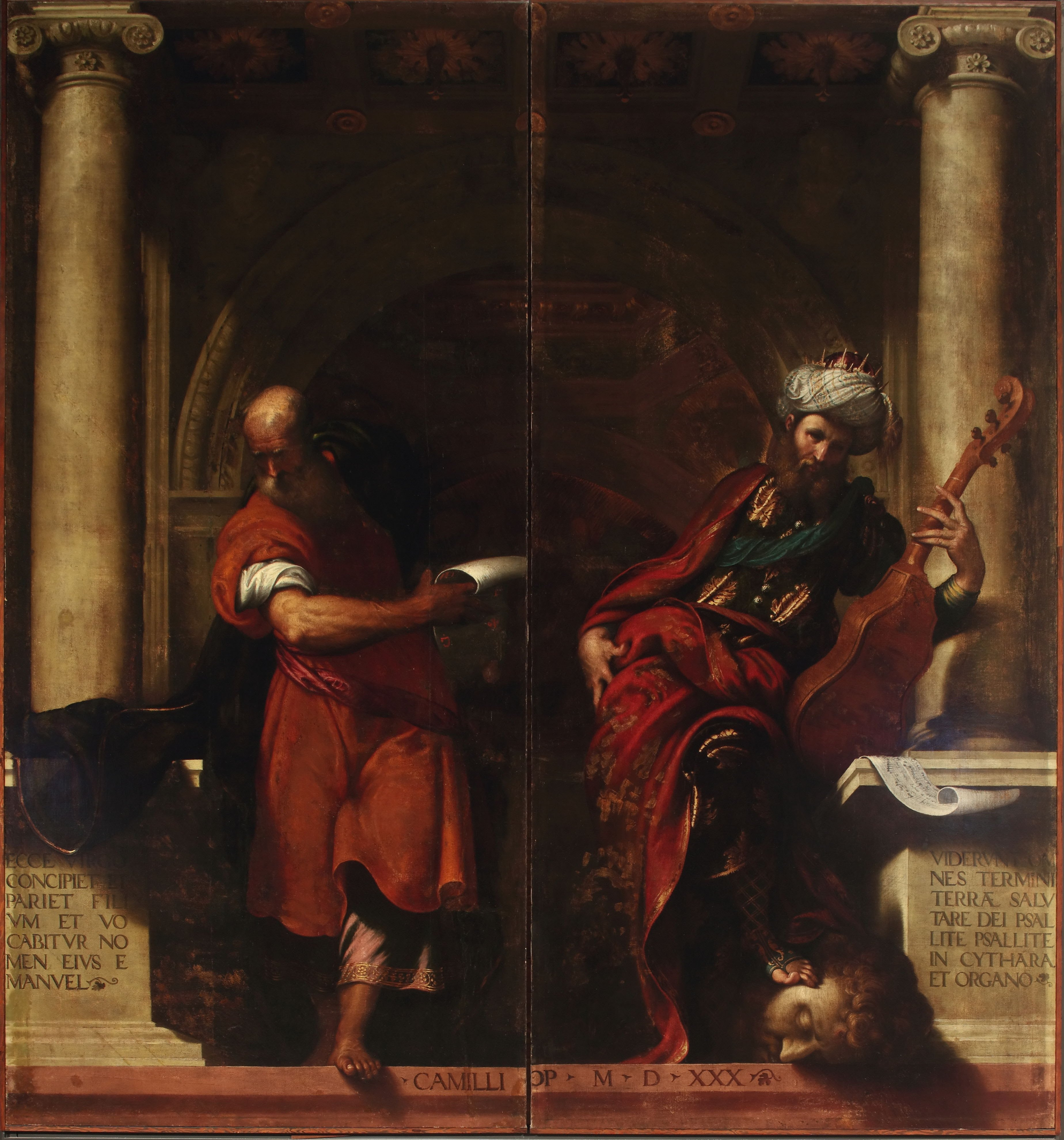
El profeta Isaías y el rey David, Palazzo Farnese, Piacenza.

- Virgen sedente con santos (1525, Galería de Praga), originalmente para Santa Maria del Cistello, es su primera obra conservada.
- El profeta Isaías y el rey David (puertas de un órgano, 1530, Palazzo Farnese, Piacenza), originalmente para San Vicenzo en Piacenza.
- Virgen en la gloria con cuatro santos (1532, Milán), originalmente para San Bartolomeo en Cremona.
- Frescos de la iglesia de San Sigismondo, Cremona (1535-39)
  - Padre eterno en la gloria con los evangelistas (1537)
  - Resurrección de Lázaro (1537-39)
  - Cristo y la adúltera (1537-39)
- Virgen con el arcángel San Miguel y el beato Ansedoni (Museo de Cremona)